# Симоновка (Северо-Казахстанская область)
Симоновка (каз. Симоновка) — село в районе имени Габита Мусрепова Северо-Казахстанской области Казахстана. Входит в состав Чистопольского сельского округа. Находится примерно в 61 км к юго-юго-востоку (SSE) от села Новоишимское, административного центра района, на высоте 225 метров над уровнем моря. Код КАТО — 596665500.

## Население
В 1999 году численность населения села составляла 376 человек (190 мужчин и 186 женщин). По данным переписи 2009 года, в селе проживало 93 человека (45 мужчин и 48 женщин).